# Tethya rubra
Tethya rubra är en svampdjursart som beskrevs av Ribeiro och Muricy 2004. Tethya rubra ingår i släktet Tethya och familjen Tethyidae. Inga underarter finns listade i Catalogue of Life.